# Kwaluseni
Kwaluseni là một inkhundla của Eswatini, nằm ở vùng Manzini. Vào năm 2007, dân số thị trấn là 41.780 người.
Nó được chia thành 2 imiphakatsi:
- Logoba
- Kwalusenimhlane